# انداماراریک
انداماراریک Endamarariek یک بخش اداری در شهرستان کاراتو از توابع استان آروشا در کشور تانزانیا است. بر پایه نتایج سرشماری عمومی نفوس و مسکن که در سال ۲۰۰۲ توسط دولت تانزانیا انجام شد جمعیت این بخش بالغ بر ۲۱۰۵۴ نفر اعلام شده‌است.